# Sexegertenspitze
Sexegertenspitze – szczyt w Alpach Ötztalskich, części Centralnych Alp Wschodnich. Leży w Austrii w kraju związkowym Tyrol. Od północnego wschodu szczyt przykrywa lodowiec Sexegertenferner, a od zachodu Wannetferner. Sąsiaduje z Hochvernagtspitze.
Szczyt można zdobyć drogami ze schroniska Taschachhaus (2434 m). Pierwszego wejścia dokonali Heinrich Heß i Ludwig Purtscheller 1887 r.